# Opioidberoende
Opioidberoende (opioid use disorder, OUD) kan framkallas vid långtidsbehandling med läkemedelsgruppen opiater, som kan vara beroendeframkallande och hälsoskadliga. Beroendet medför sömnsvårigheter, ångest, diarré, feber med mera.